# White Mountain (Alaska)
White Mountain è un comune dell'Alaska, negli Stati Uniti d'America, situato a poche miglia da Nome. Si tratta dell'unico comune della penisola di Seward situato nell'entroterra e non sulla costa.
I cani da slitta di Nome portavano la posta fino a White Mountain, fatto accennato nel film Balto - Sulle ali dell'avventura.